# Aetobatus arcuatus
Espèce
Aetobatus arcuatus est une espèce éteinte de raies du genre Aetobatus de la famille des Myliobatidae, ayant vécu au cours de l'Oligocène et du Miocène.

## Description
Ses dents fossilisées sont présentes dans les faluns de Bretagne (France).